# Molécula bicíclica

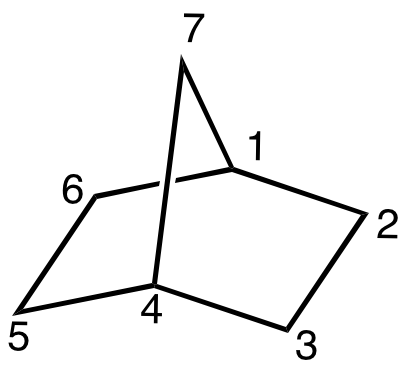
A molécula bicíclica com estrutura em ponte norbornano, formalmente biciclo[2.2.1]heptano.

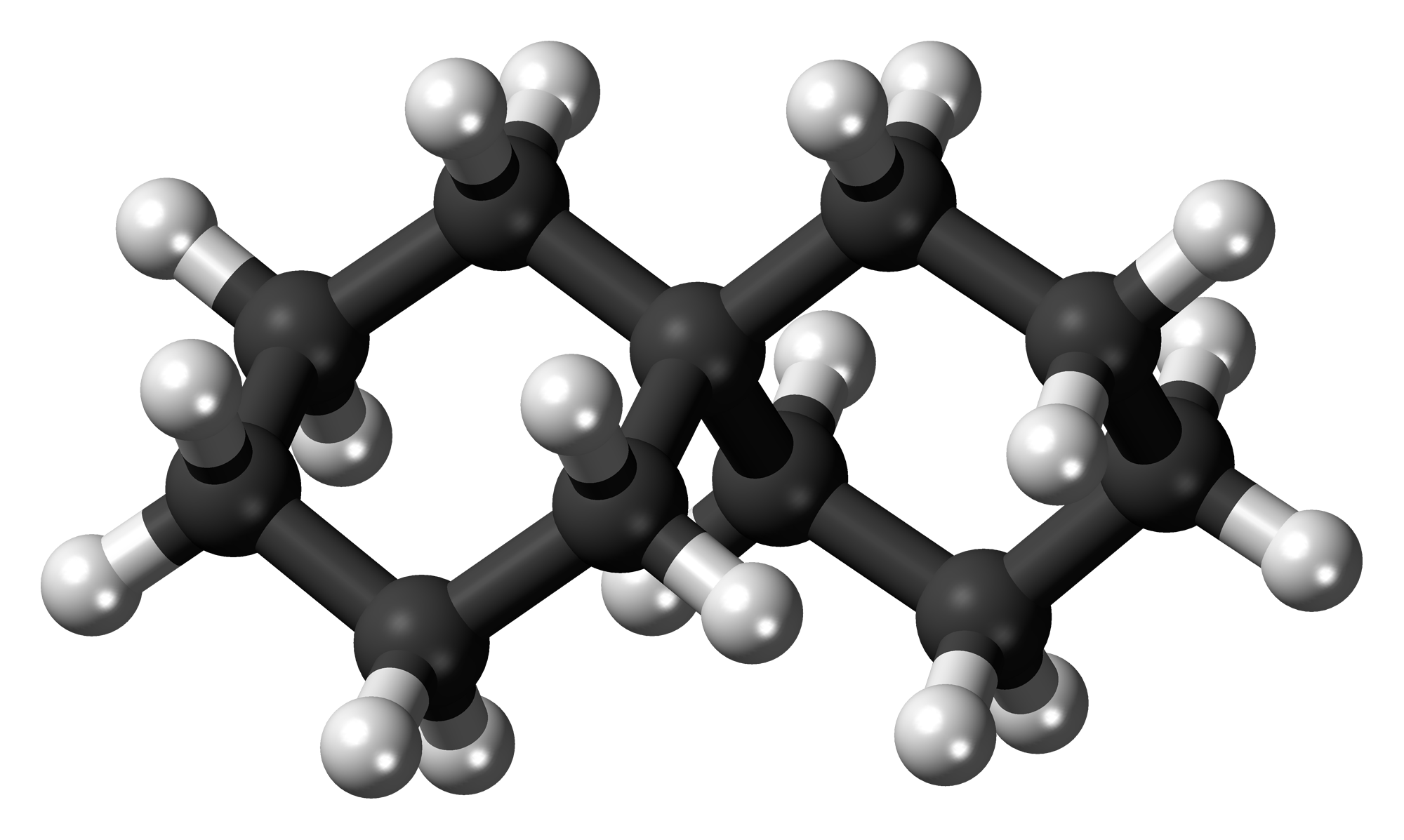
O composto espirocíclico espiro[5.5]undecanoe.

DABCO, um heterocíclico, composto bicíclico com estrutura em ponte, formalmente nomeado como 1,4-diazabiciclo[2.2.2]octano.

Uma molécula bicíclica (bi = dois, ciclo = anel) é uma molécula que apresenta dois anéis ligados. Podem ser referidas também como compostos bicíclicos. Estruturas moleculares bicíclicas ocorrem amplamente, por exemplo, em muitas moléculas biologicamente importantes como α-tujeno e cânfora. Um composto bicíclico pode ser carbocíclico (todos os seus átomos no anel são átomos de carbono), ou heterocíclico (os átomos do anel consistem de ao menos dois tipos de átomos), como DABCO. Além disso, os dois anéis podem tanto ser alifáticos (e.g. decalina e norbornano), como podem ser aromáticos (e.g. naftaleno), ou uma combinação de alifático e atromático (e.g. tetralina).